# Slaba vzgoja
Slaba vzgoja (špansko La mala educación) je španski neonoir dramski film iz leta 2004, ki ga je režiral in zanj napisal scenarij Pedro Almodóvar, v glavnih vlogah pa nastopajo Gael García Bernal, Fele Martínez, Daniel Giménez Cacho, Lluís Homar in Francisco Boira. Zgodba prikazuje ponovno združena prijatelja in ljubimca iz otroštva, ki se ujameta v stilizirano kriminalko o umoru. Teme filma so tudi metafikcija, spolne zlorabe katoliških duhovnikov, transspolnost in rekreativna uporaba drog. 
Film je bil premierno prikazan 19. marca 2004 v španskih kinematografih in 10. septembra v mehiških. Prikazan je bil na več mednarodnih filmskih festivalih in prejel dobre ocene kritikov, ki so ga označili kot Almodóvarjevo vrnitev na temni oder ob njegovih zgodnejših filmih Matador (1986) in Zakon želje (1987). Nominiran je bil za štiri nagrade goya, tudi za najboljši film in režijo.

## Vloge
- Gael García Bernal kot Juan / Ángel Andrade / Zahara
- Fele Martínez kot Enrique Goded
  - Raúl García Forneiro kot mladi Enrique
- Daniel Giménez Cacho kot oče Manolo
- Javier Cámara kot Paca/Paquito
- Petra Martínez kot mati
- Leonor Watling kot Monica
- Lluís Homar kot Manuel Berenguer
- Francisco Boira kot Ignacio
  - Nacho Pérez kot mladi Ignacio
- Juan Fernández kot Martín
- Alberto Ferreiro kot Enrique Serrano